# Костромская (станция)
Костромская — станция Сахалинского региона Дальневосточной железной дороги. Названа по одноимённому селу.

## История
Открыта в 1921 году в составе пускового участка Холмск (Кита-Маока) — Чехов (Нода) под названием Коноторо (яп. 小能登呂). Ранее (до 2000-х годов) имела путевое развитие. Так же от станции, во времена Карафуто, отходила лесовозная узкоколейная железная дорога и на станции перегружался лес.

## Описание
В настоящее время все пути, кроме главного, разобраны, осталось только нерабочее здание вокзала, находящееся в плачевном состоянии.

## Деятельность
По состоянию на декабрь 2016 года платформа обслуживает 3 пары пригородных дизельных поездов Холмск-Северный — Чехов и Холмск-Северный — Чехов — Томари. До 2000-х годов станция могла производить скрещивание поездов.